# Liste de films tournés en Nouvelle-Calédonie
Plusieurs œuvres cinématographiques et télévisuelles ont été tournés en Nouvelle-Calédonie.

## Liste
Liste à compléter de films, téléfilms, feuilletons télévisés, films documentaires... tournés en Nouvelle-Calédonie, classés par commune, lieu de tournage et date de diffusion.

### N
- Nouméa
  - 1990 : Le Bal du gouverneur de Marie-France Pisier
  - 2016 : Mercenaire de Sacha Wolff

## Lieux à déterminer
- 1963 : L'espionne sera à Nouméa de Georges Péclet (tournage en 1960)
- 2007-2011 : Foudre (série télévisée)
- 2010 : Louise Michel de Sólveig Anspach
- 2011 : L'Ordre et la Morale de Mathieu Kassovitz[1]